# Ernst Christoph Homburg
Ernst Christoph Homburg (* 1. März 1607  in Mihla; † vor 27. Juni 1681, beigesetzt in Naumburg (Saale)) war ein vielseitiger lyrischer Poet, evangelischer Kirchenlieddichter und Übersetzer der Barockzeit.

## Leben
Homburg entstammt einer evangelischen Pastorenfamilie aus Mihla.  Nach Schulabschluss im nahen Creuzburg immatrikulierte er sich am 3. Juli 1632 in Wittenberg, um ein Studium der Rechtswissenschaften zu beginnen. Schon hier trat er als Dichter von Studenten- und anakreontischen Gesellschaftsliedern auf, die erst später in seiner Clio Aufnahme finden sollten. Von 1635 bis 1638 lebte er meist in Hamburg, unterbrochen durch einen ausgedehnten Aufenthalt in den Niederlanden, wo er seine juristischen Studien weiterführte, offenbar ohne je abzuschließen.  1642 ließ er sich als Gerichtsaktuar in Naumburg (Saale) nieder. Seine Übertragung der Josephsdichtung von Jacob Cats trug ihm 1648 die Aufnahme als <Der Keusche> in die Fruchtbringende Gesellschaft ein. Homburgs leicht komponierbare Lieder wurden von vielen Komponisten (einschließlich Johann Sebastian Bach in BWV 85) vertont, und seine Schäferdichtungen fanden den Beifall der Pegnitzschäfer. In den auf einem langen Krankenlager entstandenen Kirchenliedern erweist er sich als Bewunderer von Angelus Silesius. Homburg darf als einer der talentiertesten Lyriker des 17. Jahrhunderts gelten.

## Werke
- Bekanntes Kirchenlied: 1659: „Jesu, meines Lebens Leben“ (EG 86, Melodie von Wolfgang Weßnitzer 1661)[2]
- Schimpff- und Ernsthaffte Clio. 2 Tle.  Hamburg 1638 (erw. Ausg. Hamburg 1642; Tl.1 Lyrik u. weltliche Lieder, Tl.2 Epigramme)
- Tragi-Comoedia von der verliebten Schäferin Dulcimunda. Jena 1643
- (Übersetzung) Jacob Cats: Selbststreit, das ist kräfftige Bewegung deß Fleisches.  Nürnberg 1647
- (Übersetzung) Nicolaus Vigelius: Gerichts-Büchlein.  Naumburg 1649
- Geistliche Lieder.  2 Tle.  Jena 1659

## Werk- und Literaturverzeichnis
- Gerhard Dünnhaupt: „Ernst Christoph Homburg (1605–1681)“, in: Personalbibliographien zu den Drucken des Barock, Band 3.  Stuttgart: Hiersemann 1991, ISBN 3-7772-9105-6, S. 2160–67.